# Славен (име)
Славен је словенско мушко име, које се у основном значењу односи на припадника словенске групе народа. Може бити и изведено име од имена Славко. Појављује се од 15. века.

## Популарност
У Словенији је ово име 2007. било међу првих 1.000 по популарности.

## Изведена имена
Женски облик је Славенка, а од ових имена изведена су имена Славена и Славенко.